# Tridentella tangeroae
Tridentella tangeroae là một loài chân đều trong họ Tridentellidae. Loài này được Bruce miêu tả khoa học năm 1988.